# Procambarus lagniappe
Procambarus lagniappe är en sötvattenlevande kräfta som lever endemiskt i USA.